# Göttelbach
Der Göttelbach ist ein rechter und östlicher Zufluss der Schiltach in der Stadt Schramberg im baden-württembergischen Landkreis Rottweil im mittleren Schwarzwald.

## Geographie

### Verlauf
Der Göttelbach entspringt in der ehemals selbständigen Bergvorstadt Sulgen und fließt nach einem westlichen Lauf in der Talstadt Schramberg nahe dem Bissingschen Schloss in die Schiltach. Auf seinem ca. 2,5 km langen Lauf hat der Göttelbach ein Gefälle von ca. 245 Metern.

### Zuflüsse
Von der Quelle zur Mündung:
- (Anderer Oberlauf), von links und Südwesten auf etwa 625 m ü. NHN wenig abwärts der Siedlung Im Löchle, ca. 0,2 km
- (Hangbach), von links und Süden auf etwa 510 m ü. NHN gegenüber Schramberg-Kühlloch, ca. 0,2 km
- Glasbach, von rechts und Nordosten auf etwa 487 m ü. NHN bei Schramberg-Glasbach, 1,4 km
- (Bach entlang der Roßwaldstraße), von rechts und Nordosten in Schramberg, ca. 0,6 km
- Vogtsbächle, von links und Südosten in Schramberg, ca. 0,9 km bis Kanalisation

## Elektrizitätswerk
Am Laufe des Göttelbaches befand sich eines der ersten Elektrizitätswerke Mitteleuropas. 1892 wurde in der Bissingisch-Gräflichen Mühle am Göttelbach in Schramberg schon elektrischer Strom produziert.